# Josef Zít
Josef Zít (24. března 1850 Výhybka u Kladna – 31. ledna 1887 Praha) byl český lékař – pediatr.

## Život
V mládí ztratil oba rodiče, ale postaral se o něj vyšehradský probošt Václav Štulc. Absolvoval medicínu a nastoupil jako sekundář v dětské nemocnici. V roce 1879 se oženil s Růženou Pondělíčkovou. Později si otevřel vlastní praxi. Po osamostatnění české lékařské fakulty se habilitoval na docenta dětského lékařství.
Specializoval se na dětské infekční nemoci – spálu, záškrt a „krup“ (neštovice?). Od roku 1876 publikoval celkem 27 větších článků v Časopise českých lékařů. Samostatně vydal knihu O měření teploty u dětí a praktickém jeho významu, založenou na rozsáhlém sledování pacientů v denní i noční době. Aktivně působil ve Spolku lékařů českých.
Zemřel 31. ledna 1887 v Praze. Pohřben byl na Vyšehradském hřbitově.